# João Evangelista de Lima Vidal

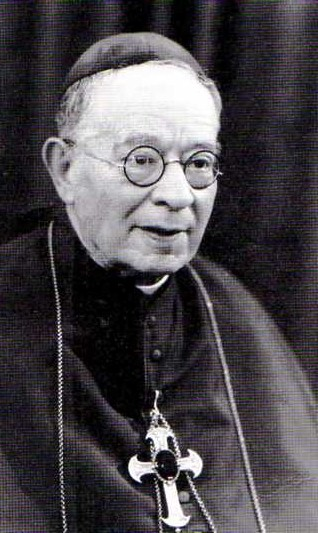
João Evangelista de Lima Vidal

Dom João Evangelista de Lima Vidal (* 2. April 1874 in Aveiro, Portugal; † 5. Januar 1958  ebendort) war ein portugiesischer Geistlicher, mit diversen hohen Ämtern, so war er Bischof von Luanda, der erste Bischof von Vila Real und der erste Bischof von Aveiro. Auch war er als belletristischer Autor tätig.

## Leben und Wirken
João Lima Vidal wurde 1874 in Aveiro geboren und verbrachte eine glückliche Kindheit. Er wollte Priester werden und begann seine Studien zunächst am Priesterseminar in Coimbra, dann ging er im Alter von 15 Jahren nach Rom, wo er an der Gregoriana-Universität Theologie studierte. 1891 erfolgte sein Abschluss in Philosophie, 1892 promovierte er dort. 1896 wurde er zum Priester geweiht. Auch trat er dem Dritten Orden der Dominikaner bei.
Von 1909 bis 1915 war er der Bischof von Angola, dem heutigen Bistum Luanda und kehrte 1915 nach Portugal zurück, wo er von 1915 bis 1923 zum Weihbischof des Erzbistum-Patriarchats von Lissabon ernannt wurde, unter Antonio Mendes Kardinal Bello.
1923 erfolgte die Gründung des Bistums Vila Real, dessen erster Bischof er wurde und bis 1933 amtierte.
Lima Vidal hatte sich sehr für die Gründung des Bistums Aveiro, in seiner Heimatstadt eingesetzt und erreichte dieses Ziel 1933 und wurde somit bis zu seinem Tod der erste Bischof von Aveiro. Dort gründete er das Priesterseminar Santa Joana, dass nach der Stadtheiligen benannt ist.
Als Lima Vidal am 5. Januar 1958 im Alter von 83 verstarb, erlebte die Stadt die größte Beerdigung ihrer Geschichte, mehrere zehntausend Menschen säumten die Straßen und begleiteten den Leichenzug.
1974 wurde dem Bischof zu Ehren in Aveiro eine Statue errichtet, eine Straße in seiner Heimatstadt trägt ebenfalls seinen Namen.
Auch als Autor war er tätig und verfasste 1910 einen Gedichtband und einen christlichen Roman sowie 1912 eine Sammlung von Erzählungen.